# Gisela (Arizona)
Gisela ist ein Census-designated place des Gila County im US-amerikanischen Bundesstaat Arizona. Das U.S. Census Bureau hat bei der Volkszählung 2020 eine Einwohnerzahl von 536 ermittelt.

## Geographie
In einer Entfernung von rund 10 Kilometern befindet sich Payson im Nordosten. Phoenix ist rund 100 Kilometer in südöstlicher Richtung entfernt. Die Arizona State Route 87 tangiert Gisela im Osten. Der Tonto Natural Forest schließt sich 20 Kilometer entfernt im Süden an.

## Geschichte
Erste Siedler des Ortes unterhielten bereits bald eine Schule, es fehlte aber noch ein Name. Die Lehrerin Carrie Stanton, die mit ihren Schülern gerade das Buch Countess Gisela (Reichsgräfin Gisela) von E. Marlitt durchnahm, fragte die Schüler nach einem geeigneten Namen, und diese entschieden sich 1889 für die Heldin des Romans „Gisela“.
Aufgrund der landschaftlich reizvollen Umgebung gewinnt der Tourismus für die Stadt zunehmend an Bedeutung.

## Demografische Daten
Im Jahre 2010 wurde eine Einwohnerzahl von 570 Personen ermittelt, was eine Zunahme um 7,1 % gegenüber dem Jahr 2000 bedeutet. Das Durchschnittsalter der Bewohner lag im Jahre 2010 mit 46,4 Jahren deutlich über dem Durchschnittswert von Arizona, der 37,1 Jahre betrug. 18,8 % der Einwohner von Gisela haben deutsche Vorfahren.